# Variegation

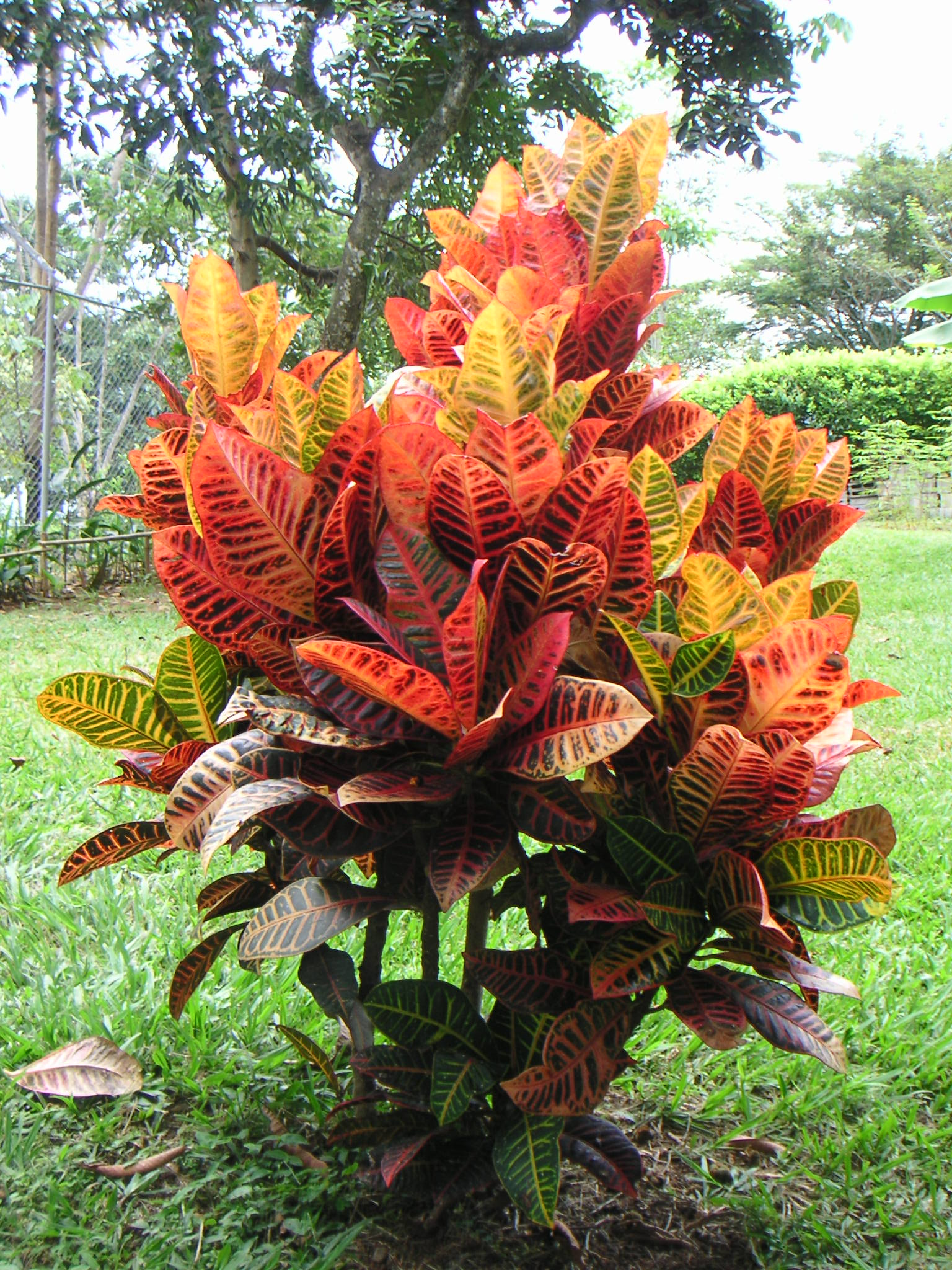
Kroton (Codiaeum variegatum)

Eine Variegation (lat. variegare ‚abwechslungsreicher machen‘) oder Panaschierung (franz. panacher ‚mischen‘) ist das Auftreten verschiedenfarbiger Zonen auf Pflanzen. Sie wird vorwiegend durch einen lokalen Mangel oder das Fehlen von Chlorophyll verursacht, was zu grünlichweißen bis gelblichen Flecken führt. Zudem können gleichmäßig oder zonal in die Epidermis eingelagerte Pigmente (Xanthophylle und Carotine) auf dem gefleckten Hintergrund zusätzliche Farben und Farbzonen erzeugen. Besonders auffällig sind Variegationen auf Blättern, doch können sie an jedem grünen Teil einer Pflanze auftreten. So sind bei sukkulenten Pflanzen mit fehlenden oder stark reduzierten Blättern Variegationen der sonst grünen Sprosse sehr auffällig.

## Definitionen in der Literatur
- Variegate Pflanzen sind Pflanzen, die Flecken verschiedener Farben im Vegetationsteil entwickeln.[1]
- Variegation ist eine Erscheinung diskreter Musterungen von verschiedenen Farben in Organen oder im Organismus. Variegationen in Pflanzen erscheinen als Striche, Flecke und Streifen oder als unterschiedliche Farben zwischen Blattrand und Blattzentrum.[2]
- Variegation ist eine unregelmäßige Veränderung der Farbe pflanzlicher Organe, wie Blätter und Blüten, aufgrund der Unterdrückung einer normalen Pigmententwicklung.[3]

## Erscheinungsformen
Bei einigen Pflanzenarten sind Variegationen normal und kommen regelmäßig vor. In diesen Fällen sind die Muster meist symmetrisch und haben häufig eine nachvollziehbare Funktion, wenn sie z. B. auf Laubblättern pfeilartig in Richtung der Blüten und auf Blütenhüllblättern in Richtung der Nektarien weisen. Beispiele sind die hellen Muster auf den Blättern des heimischen Wiesenklees (Trifolium pratense) und die bunt gestreiften Blätter des Kroton (Codiaeum variegatum) oder auch auf einigen Arten des Sauerklees (Oxalis).
Bei anderen Arten treten Variegationen nur selten und ausnahmsweise auf. Werden diese seltenen Formen herausgelesen, vermehrt und bei Bedarf züchterisch bearbeitet, sind sie später im Handel erhältlich. Als Zusatz zu ihren botanischen Namen erhalten sie häufig ein 'Variegata' oder 'Variegatum', manchmal auch einen Fantasienamen. Relativ häufig sind Pflanzen mit weiß oder farbig gerandeten Blättern. Manchmal fehlt auch einheitlich ganzen Blättern oder Sprossabschnitten das Chlorophyll. Werden diese Teile durch Pfropfen weiter vermehrt, entstehen vollständig chlorophyllfreie Pflanzen, die jedoch nicht mehr eigenständig lebensfähig sind, da sie ohne Chlorophyll keine Photosynthese betreiben können. Nur durch Aufpfropfen auf ein normal begrüntes Segment kann die Pflanze überleben. Auch aus in Aussaaten manchmal auftretenden weißen Sämlingen können durch Pfropfung vollständig chlorophyllfreie Pflanzen gezogen werden.

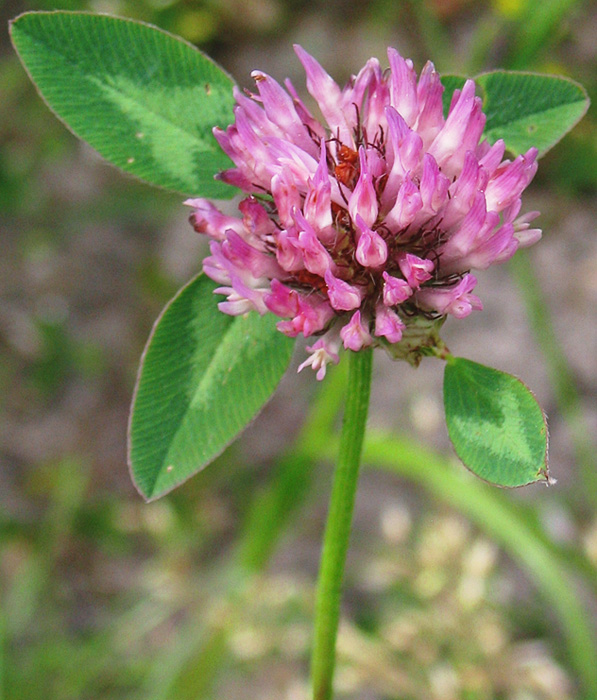
Blätter des Wiesenklees (Trifolium pratense)
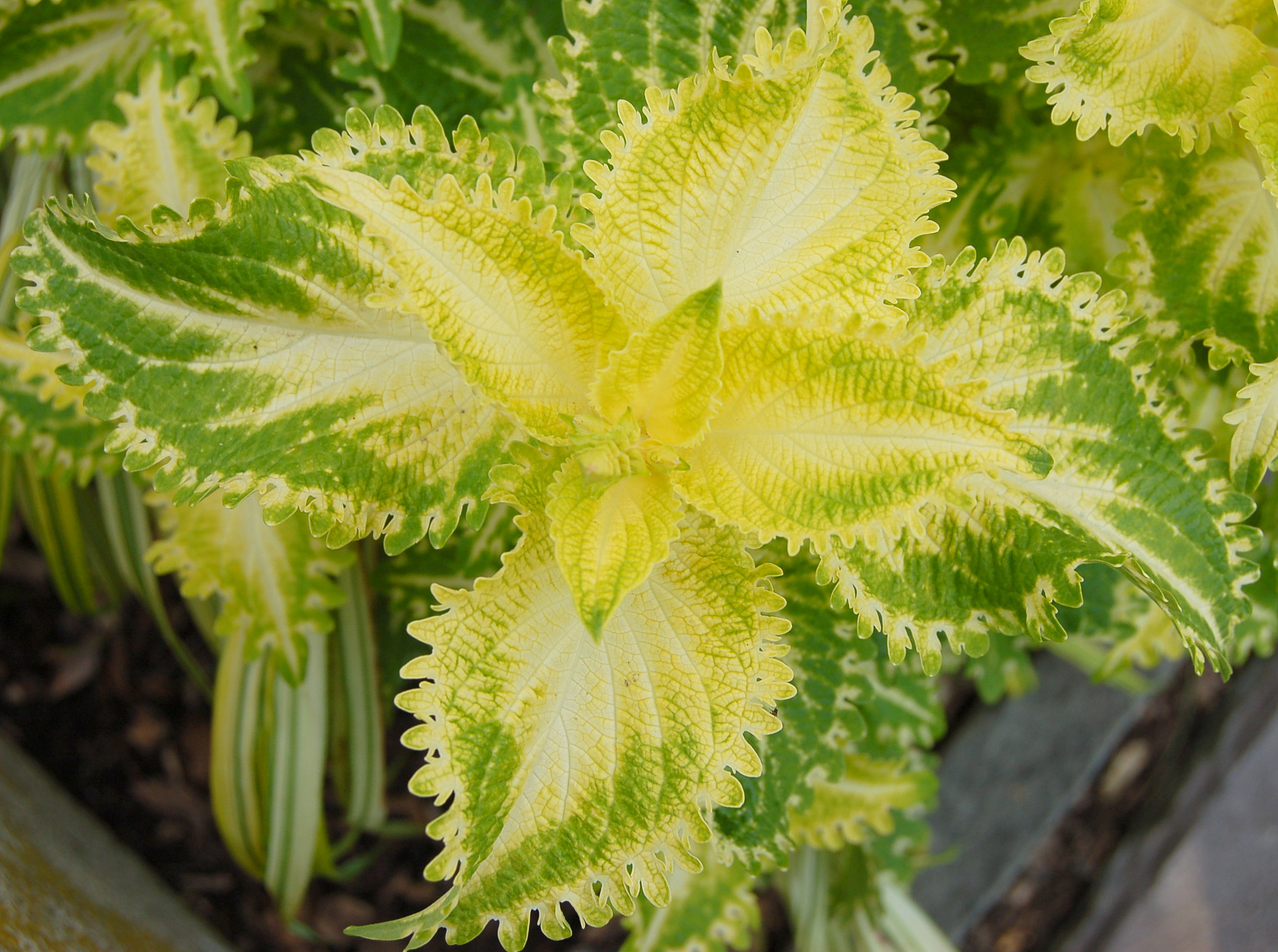
Blätter der Buntnessel (Solenostemon scutellarioides)
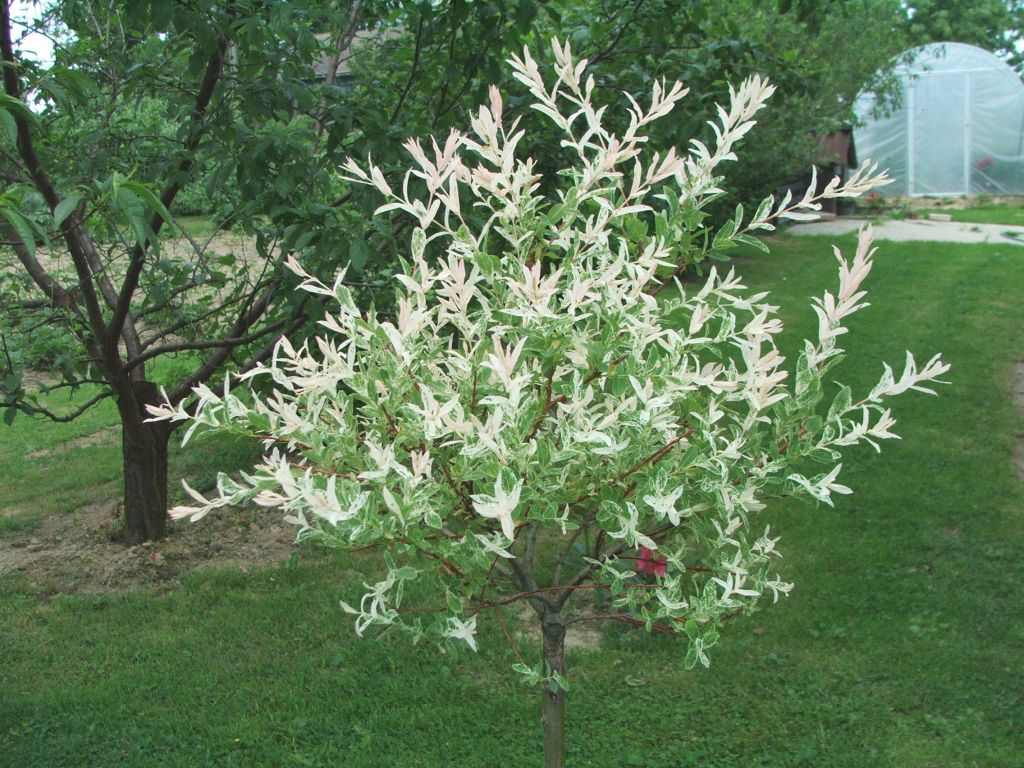
Blätter der Harlekin-Weide (Salix integra)
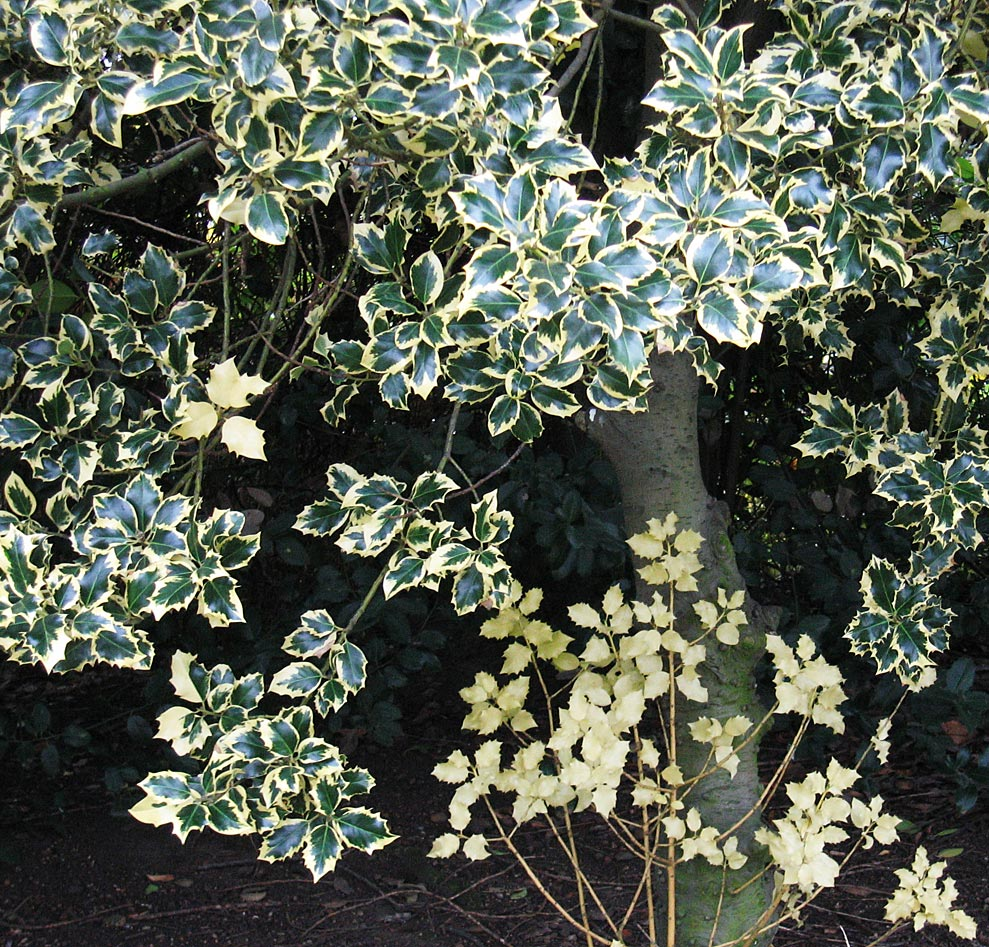
Blätter einer Stechpalme (Ilex aquifolium)
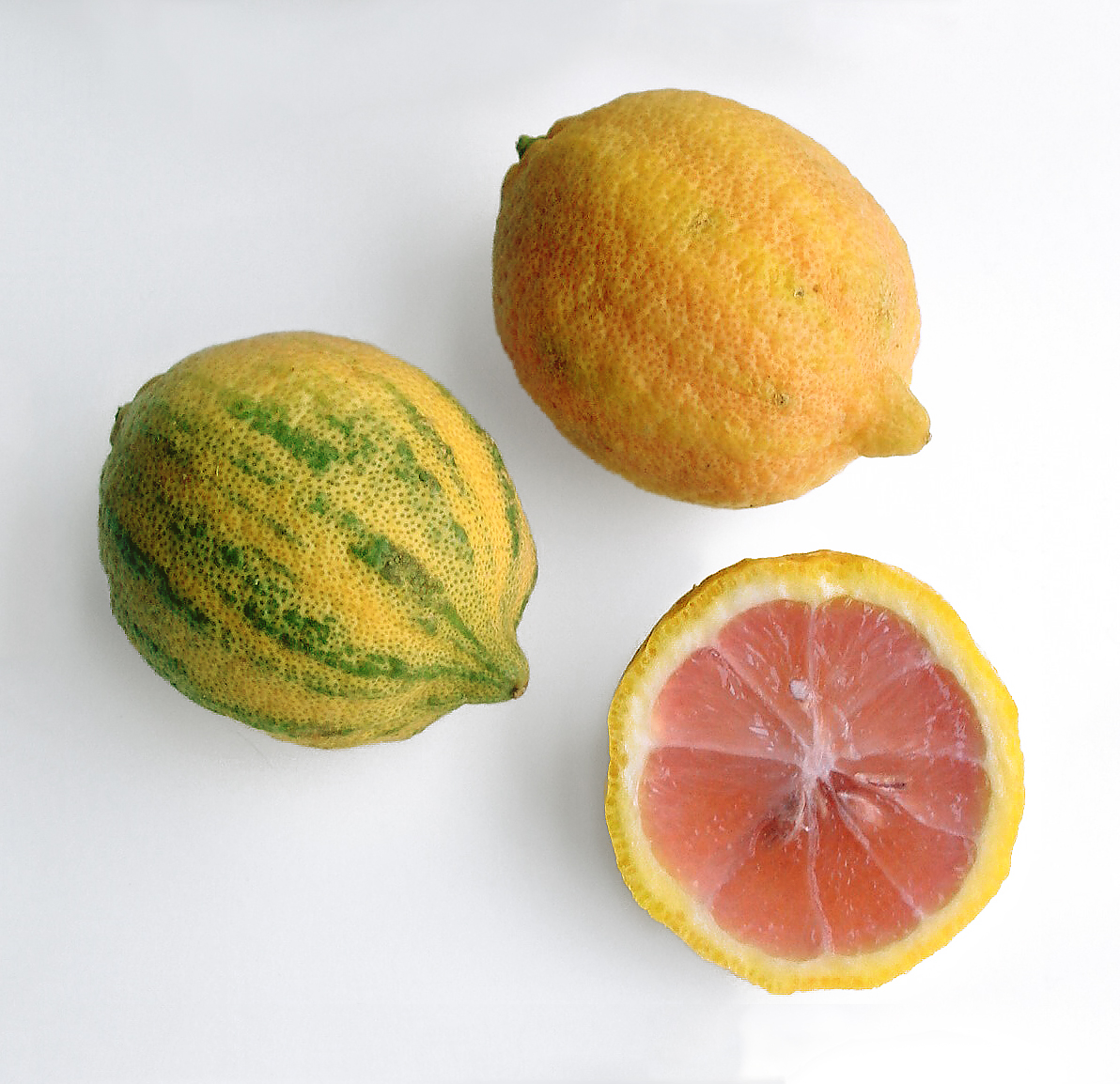
Panaschierte Zitronen („Eureka Rosa“)

## Ursachen
Als Ursache für eine Variegation kommen mehrere Möglichkeiten infrage.
- Die bei vielen Arten auftretenden, regelmäßigen Muster sind genetisch fixiert. Sie entstehen durch intervallartiges Aus- und Einschalten eines an der Chlorophyllbildung beteiligten Gens während des Wuchses.
- Unregelmäßig verteilte Flecken sind typisch für Chimären, manchmal auch Mosaike genannt, in denen zwei verschiedene Zelllinien nebeneinander vorkommen.
  - Normal grüne, aber in der Schattierung doch deutlich unterschiedliche Flecken sind typisch für Ploidie-Chimären. Ursache ist eine Mutation, bei der innerhalb einer Pflanze eine Zelle mit veränderter Ploidie entsteht. Der Zeitpunkt, zu dem die Mutation eintritt, bestimmt das Ausmaß der Chimärenbildung. Erfolgt die Mutation sehr früh, kurz nach der Befruchtung, kann die Pflanze beide Zelllinien in etwa gleicher Häufigkeit enthalten und so vollständig gescheckt erscheinen. Tritt die Mutation erst spät, bei einer bereits erwachsenen Pflanze auf, bleibt sie unauffällig.
  - Unregelmäßige helle Flecken auf Blättern zweikeimblättriger und helle Streifen auf Blättern einkeimblättriger Pflanzen mit parallelen Blattnerven sind typisch für Entmischungschimären. Ursache ist eine Mutation, bei der innerhalb einer Pflanzenzelle ein Teil der Chloroplasten geschädigt wird. Da bei einer folgenden Zellteilung die Chloroplasten zufällig verteilt an die Tochterzellen weitergegeben werden, tritt mit einer gewissen Wahrscheinlichkeit eine Entmischung auf. Zellen, die zufällig keine funktionsfähigen Chloroplasten erhalten haben, wachsen im Laufe weiterer Zellteilungen zu sichtbar hellen Bereichen an. Auch hier entscheidet der Zeitpunkt der Mutation über das Aussehen der Pflanze.
  - Auch an der Nahtstelle einer Pfropfung kann sich spontan chimäres Gewebe bilden und daraus eine gescheckte Pflanze entstehen. Eine In-vitro-Züchtung, bei der bewusst aus verschiedenen Zelllinien zusammengesetzte Pflanzen erzeugt werden, ist hierzu eine technische Variante.
- Variegationen können auch Krankheitssymptome sein.
  - Typischerweise großflächige Verfärbungen bisher grüner Pflanzen sind Anzeichen einer Chlorose, einer Mangelerscheinung von Pflanzen.
  - Kleinflächige, typischerweise mosaikartige Flecken entstehen durch Virusinfektionen, wie etwa durch das Tabakmosaikvirus, das außer Tabak noch viele andere Pflanzen befallen kann.
- Das völlige Fehlen von Chlorophyll bei weißen Sämlingen basiert auf einem gravierenden, durch Mutation entstandenen Gendefekt.

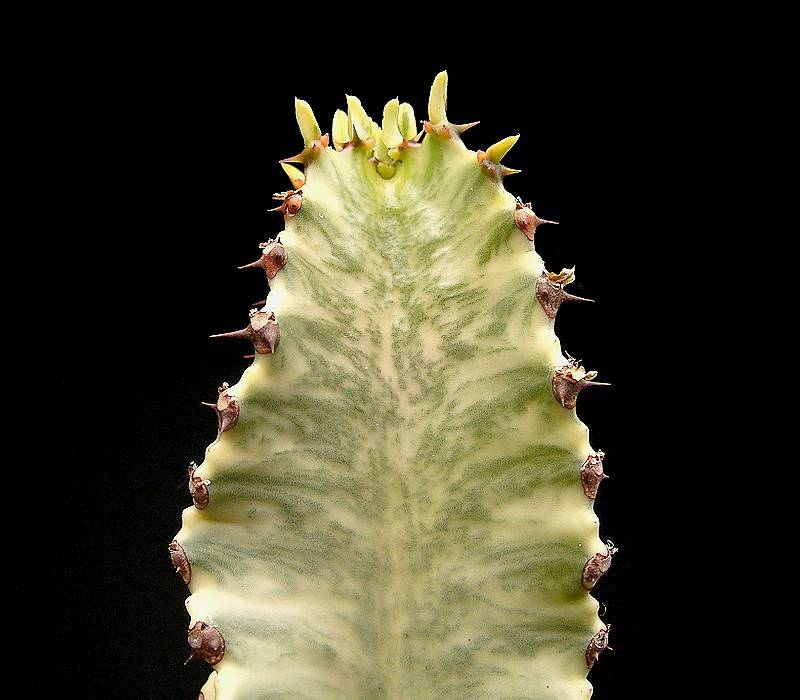
Spross einer Euphorbia ammak
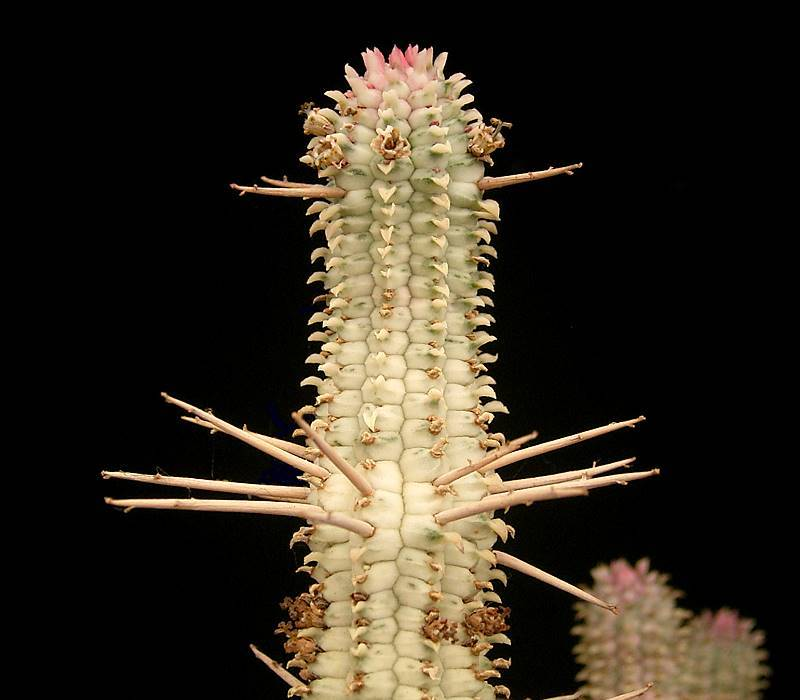
Spross einer Euphorbia mammillaris
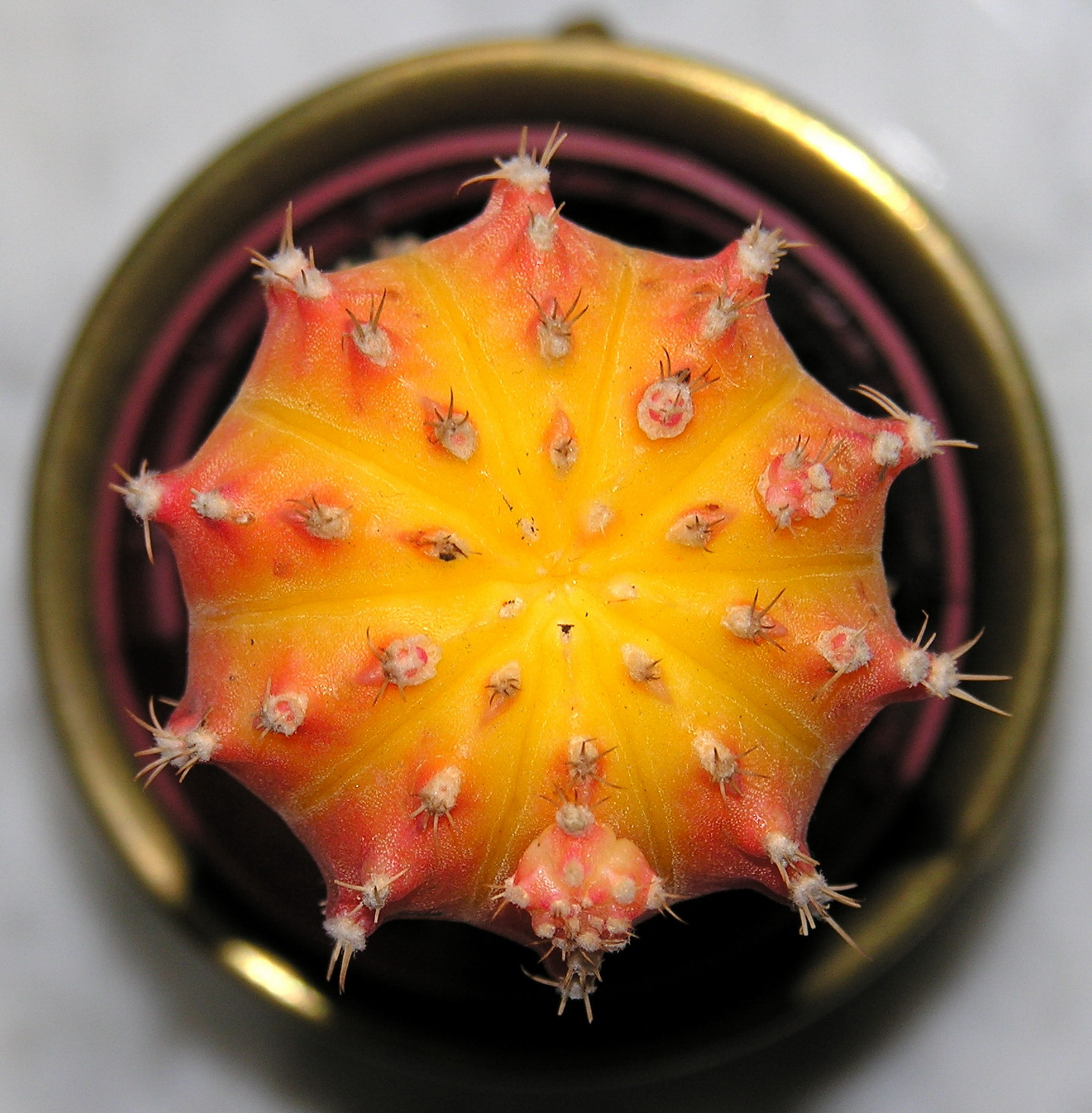
Spross eines chlorophyllfreien Gymnocalycium
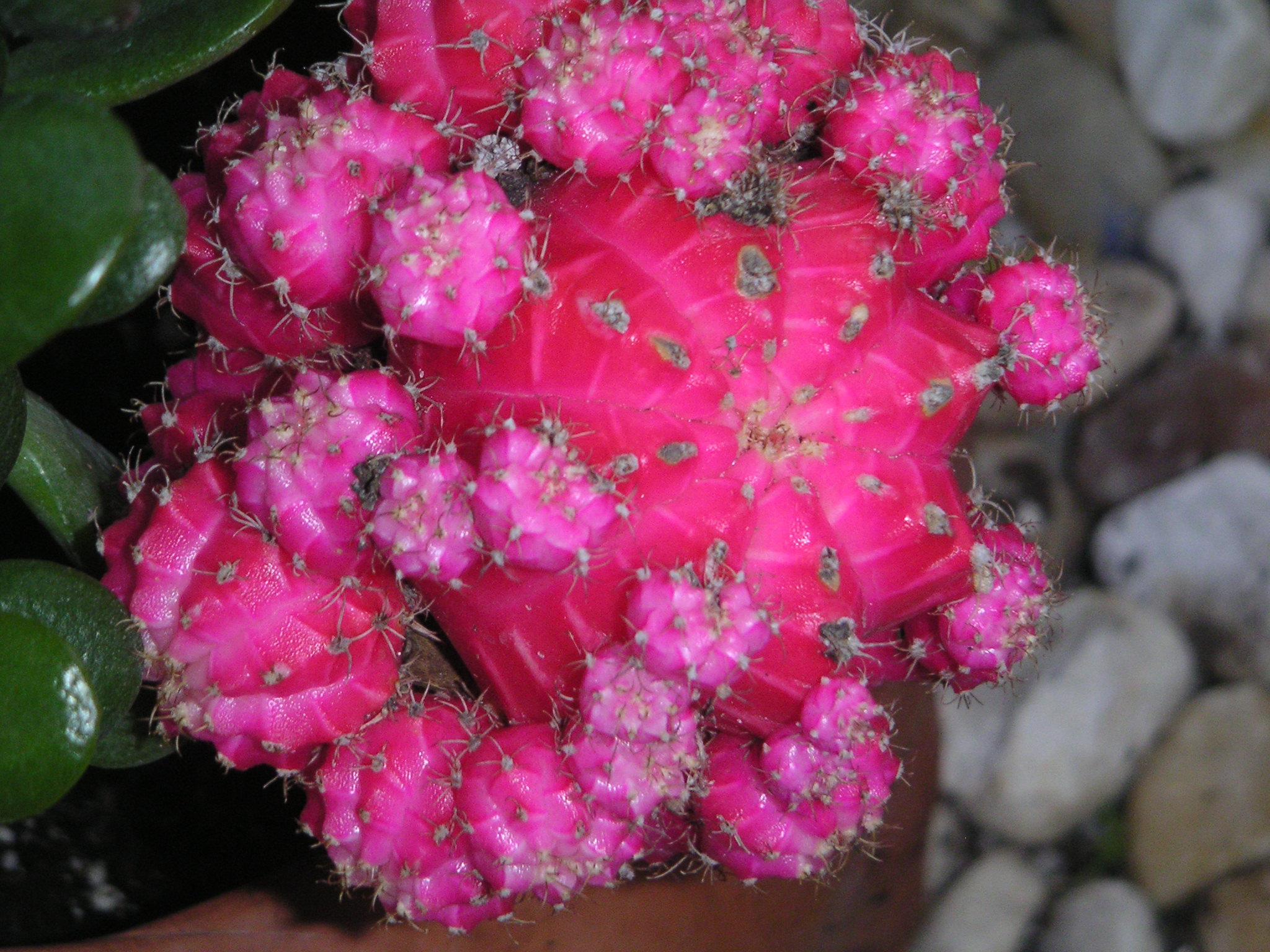
Spross eines chlorophyllfreien Gymnocalycium

## Auswirkungen
Bei Fehlen von farbgebenden Chloroplasten in Pflanzenzellen ist in diesen keine Fotosynthese möglich. Das bedeutet, die betroffenen Zellen können nicht autotroph leben, sondern müssen von den Fotosyntheseprodukten der grünen Pflanzenteile mit ernährt werden. Das gilt für alle Zellen im Pflanzenorganismus, die kein Chlorophyll enthalten, auch für Wurzelzellen und weiter innen liegende Zellen des Sprosses. Durch einen hohen Anteil an panaschierten Blattflächen kann hierdurch bei der Pflanze ein Vitalitätsverlust eintreten.

## Belege
1. ↑  Richard A. E. Tilney-Bassett: Genetics of Variegation and Maternal Inheritance in Ornamentals. In J. Harding, F. Singh und J.N.M. Mol (Hrsg.): Genetics and Breeding of Ornamental Species, Kluwer Academic Publishers, Dordrecht, 1991
2. ↑  Michael Marcotrigiano: Chimeras and Variegation: Patterns of Deceit. HortScience (1997) 32(5): 773-784, 1997
3. ↑  Rudolf Schubert & Günther Wagner: Botanisches Wörterbuch, Eugen Ulmer Verlag, Stuttgart, 1991